# Lars van der Knaap
Lars van der Knaap (1999) es un deportista neerlandés que compite en duatlón. Ganó una medalla de plata en el Campeonato Europeo de Duatlón de Media Distancia de 2022.

## Palmarés internacional
| Campeonato Europeo | Campeonato Europeo | Campeonato Europeo | Campeonato Europeo |
| Año                | Lugar              | Medalla            | Prueba             |
| ------------------ | ------------------ | ------------------ | ------------------ |
| 2022               | Alsdorf (Alemania) | Medalla de plata   | Individual         |